# 부시 대 고어 사건
부시 대 고어 사건(Bush v. Gore, 531 U.S. 98(2000))은 2000년 12월 12일 미국 대법원이 2000년 미국 대통령 선거 과정에서 플로리다주에서 일어난 조지 W. 부시(George W. Bush)와 앨 고어(Al Gore) 사이에 재검표 분쟁을 해결한 획기적인 판결이었다. 12월 8일, 플로리다 대법원은 투표 집계 기계가 놓친 61,000개 이상의 투표용지인 모든 반대표에 대해 주 전체에 걸쳐 재검표를 명령했다. 부시 캠프 측은 즉각 미 대법원에 판결을 유보하고 재검표를 중단해 줄 것을 요청했다. 앤터닌 스컬리아(Antonin Scalia) 판사는 플로리다 카운티에서 수행되는 모든 수동 재검표가 불법이라고 주장하며 동료들에게 즉시 체류를 승인할 것을 촉구했다. 12월 9일, 법원의 보수적인 판사 5명은 재검표가 부시의 정당성에 "불필요하고 정당하지 못한 구름"을 드리울 것이기 때문에 부시에게 닥칠 수 있는 "돌이킬 수 없는 피해"를 스칼리아가 언급하면서 체류를 승인했다. 반대 의견으로 존 폴 스티븐스 판사는 "법적으로 실시된 모든 투표를 집계하는 것은 회복할 수 없는 해를 끼칠 수 없다"고 썼다. 구두 변론은 12월 11일로 예정되어 있었다.
큐리암당 5-4의 결정에서 법원은 엄격히 평등한 보호를 근거로 재검표를 중단하라고 판결했다. 특히, 여러 카운티에서 서로 다른 계산 기준을 사용하는 것은 미국 헌법의 평등 보호 조항을 위반했다고 판결했다. 이 사건은 또한 앤터닌 스컬리아 판사, 클래런스 토머스 및 윌리엄 렌퀴스트 판사에게만 유리한 제2조 관할권 근거에 따라 논의되었다. 그런 다음 법원은 스티븐 브라이어 판사와 데이비드 사우터 판사가 제안한 구제책에 반대하여 사건을 플로리다로 돌려보내 예정된 12월 18일 탤러해시에서 플로리다 선거인단 회의가 열리기 전에 통일된 주 전역 표준을 사용하여 재검표를 완료하도록 결정했다. . 대신, 대다수는 미국 법전(3 U.S.C.) § 5에 규정된 재량적 12월 12일 "면책" 기한 내에 대체 방법을 확립할 수 없다고 주장했다. 법원은 "세이프 하버" 기한을 지키지 않는 것은 플로리다 선거법을 위반하는 것이라고 판단하고 플로리다 법원이 브라이어와 사우터가 제안한 구제책에서 요청한 통일된 지침에 따라 논쟁의 여지가 있는 투표용지 집계를 완료할 수 있도록 기한 연장을 거부했다. 그 기한은 법원의 결정이 발표된 지 2시간 후에 도착했다.
부시 대 고어 사건에 대한 대법원의 판결은 플로리다주의 주무장관인 캐서린 해리스(Katherine Harris)의 투표 인증을 유효하게 하여 부시 플로리다에게 25명의 선거인단을 제공함으로써 미국 역사상 가장 논란이 많은 판결 중 하나였다. 플로리다의 표는 공화당 후보 부시에게 271명의 선거인단을 주었으며, 이는 선거인단에서 승리하는 데 필요한 270표보다 한 표 더 많은 것이다. 이는 선거인단에서 266표를 얻은 민주당 후보 앨 고어(Al Gore)의 패배를 의미했다. 미디어 조직은 나중에 투표용지를 분석한 결과 특정 기준에 따라 여러 대규모 카운티의 반대표에 대한 원래의 제한적인 재검표가 부시 대통령의 승리로 이어질 것이라는 사실을 발견했다. 플로리다 투표 프로젝트(Florida Ballot Project)에 따르면 주 전역의 개표 결과 Gore가 가장 많은 표를 얻은 것으로 나타났다. 플로리다 주는 나중에 이 사건에서 논란이 된 투표 용지를 생산하는 펀치 카드 투표 기계를 폐기했다.

## 같이 보기
- 리카운트